# Schwarze Haarzunge
Als schwarze Haarzunge, auch Nigrities linguae oder Lingua villosa nigra (vereinfacht auch Lingua nigra) genannt, wird eine Erkrankung der Zunge bezeichnet.
Einen Krankheitswert im eigentlichen Sinne soll die Haarzunge nicht haben. Sie ist bei 3 % der Bevölkerung zu finden, hauptsächlich bei Männern.
Hervorgerufen wird sie durch die Verlängerung bestimmter Papillen (Papillae filiformes) der Zunge, die einen haarigen und meist dunklen Belag auf dem mittleren bis hinteren Teil des Zungenrückens bilden. Je nach aufgenommener Nahrung nimmt die Zunge eine dunkelgrüne bis schwärzliche Färbung an. Die Ausdehnung des Zungenbelages kann sehr weit nach hinten bis in den Schlund reichen. Dort verursacht er ein äußerst unangenehmes störendes Kitzeln beim Sprechen und Schlucken, manchmal auch Würgereiz. Die Haarzunge verschwindet oft nach einigen Wochen oder Monaten von selbst wieder.

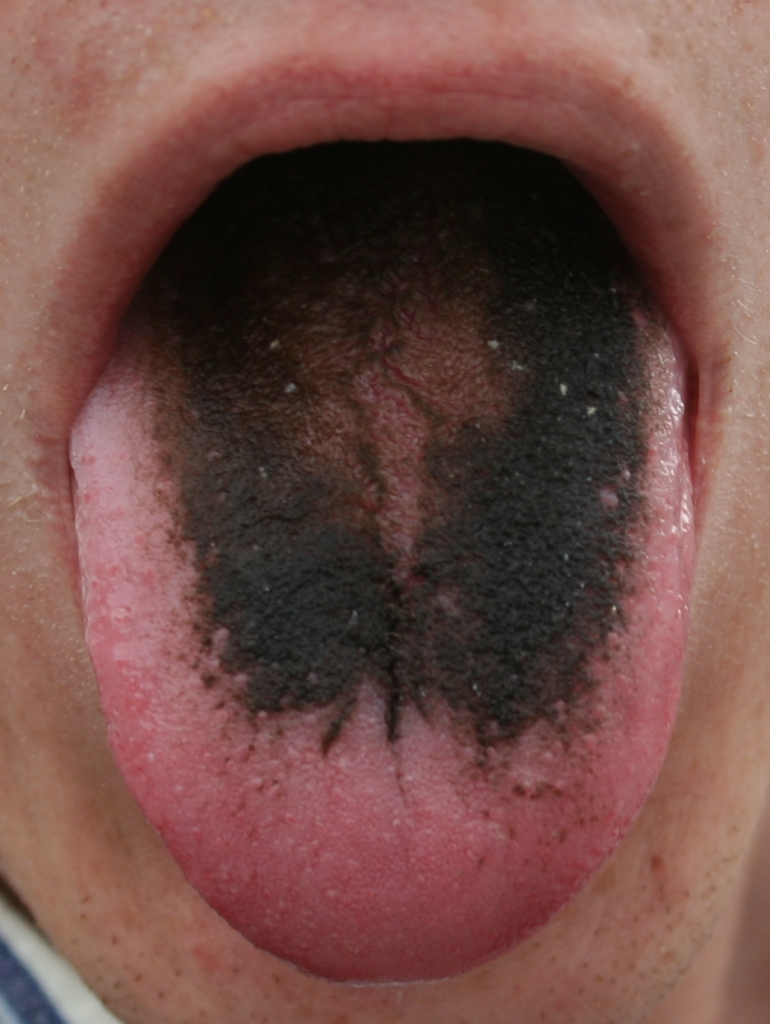
Symptomatik

Die Ursache der Erkrankung ist unbekannt. Es wird eine Veränderung der Mundhöhlenflora vermutet, z. B. durch Antibiotikatherapie, Kortikosteroide, Tabakrauchen, Niacinmangel und verschiedene weitere Stoffe, unter anderem in Mundwässern bzw. Mundspüllösungen (z. B. Chlorhexidin).
Die Therapie der Haarzunge ist schwierig. Im Vordergrund steht die Entfernung eines eventuellen Auslösers. Als symptomatische Therapie können die Anwendung einer weichen Zahnbürste, eines Zungenschabers, 40%iger Harnstofflösung oder das Lutschen von Vitamin-C-Tabletten hilfreich sein.